# 월사략

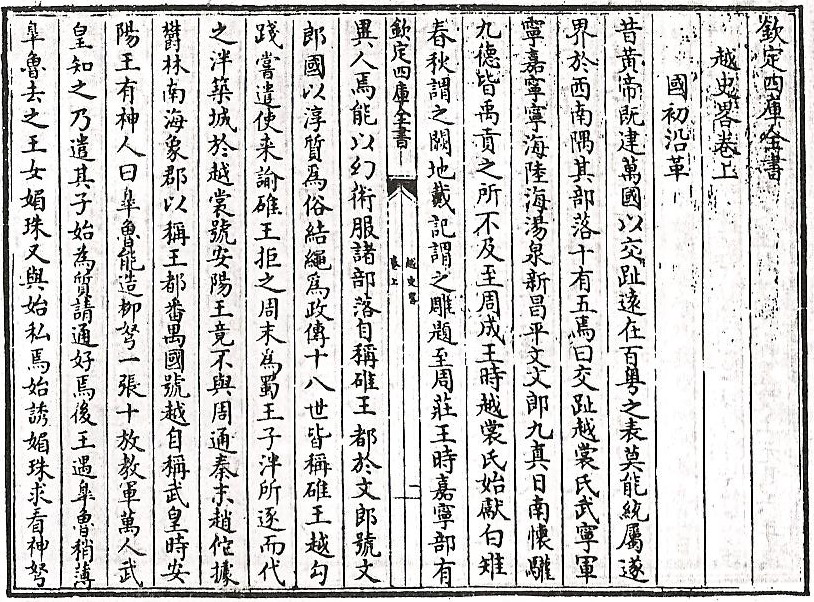
월사략

월사략(베트남어: Việt Sử Lược / 越史略 비엣스르억)은 베트남의 역사서이다. 저자는 알 수 없고, 모두 3권으로 구성되어 있다. 편년체를 채용하여 한문으로 작성되었다. 월상씨(越裳氏), 남월을 포함해 베트남의 상고 시대부터 리 왕조까지의 역사 및 쩐 왕조의 역대 연호를 기록한 중요 문헌이다.

## 내용
- 권1: 상고 시대의 역사, 중국 역대 왕조의 군현 통치, 독립 이후의 응오 왕조, 딘 왕조, 전 레 왕조의 역사를 기술하였다.
- 권2: 리 왕조 중 리 태조부터 리 인종까지의 역사를 기술하였다. 리씨(李氏)를 응우옌씨(阮氏)로 칭하고 있는데, 당시 쩐 왕조가 성립된 후 리 왕조 회복의 기대를 끊기 위해서 리씨 종족 및 백성들 중 리씨인 자는 모두 응우옌씨로 바꾸도록 명령하였기 때문이다.
- 권3: 리 신종부터 리 소황까지의 역사를 기술하였다.

이외에도 현존하는 《사고전서》 판 《월사략》에는 청나라 사람이 작성한 《제요(提要)》 1편(篇)과 원래 책 끝에 있던 《부진조기년(附陳朝紀年)》 1편이 있다.